# Maiko
Maiko (jap. 舞妓) – uczennica szkoląca się na gejszę. Termin maiko występuje tylko w Kioto. Odpowiednik maiko w Tokio to hangyoku.

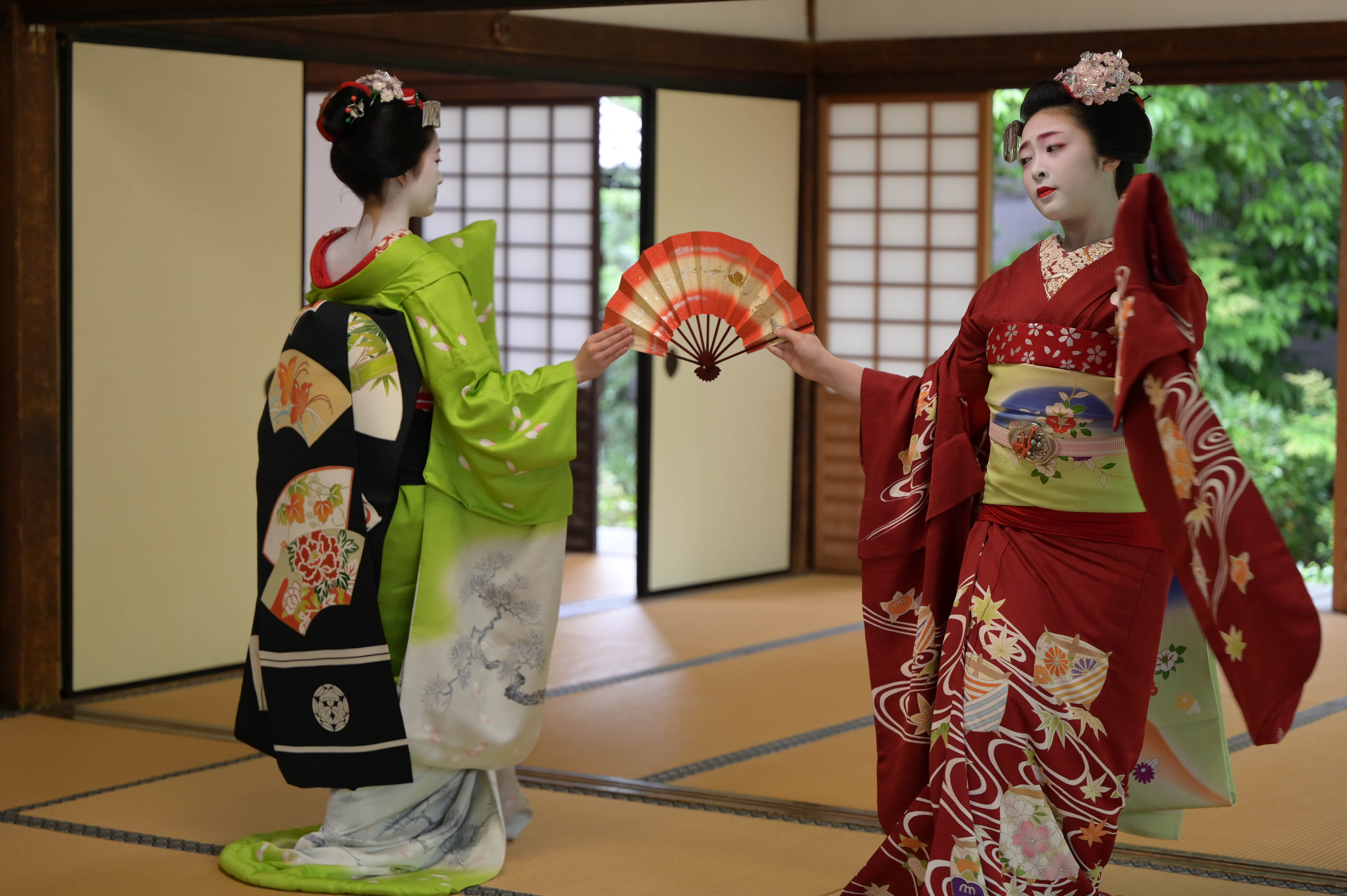
Maiko

Podczas bycia maiko dziewczyna przechodzi kilka etapów kształcenia.

## Cechy charakterystyczne dlamaiko
- kimono z długimi rękawami, trenem i zaszewkami na rękawach i barkach takimi jak w kimonie dziecięcym tzw. hikizuri
- długi pas obi zawiązany w węzeł darari tak, by zwisał swobodnie z tyłu
- kanzashi, czyli bogate ozdoby do włosów (inne na każdy miesiąc), np. kwiaty ręcznie składane z małych kawałków jedwabiu tzw. hana kanzashi
- okobo – klapki na 10–15 cm koturnie (jeśli maiko jest zbyt wysoka, nie nosi okobo, tylko zori), wydrążone w środku i z zamocowanym dzwoneczkiem, który dzwoni podczas chodzenia

## Fryzurymaiko
- wareshinobu – noszona na początku kariery, koczek z tyłu podzielony jest na dwie części, górą i dołem koczka wystaje czerwona wstążka w białe kropki
- ofuku – noszona przez dwa ostatnie lata kandydowania, kok z tyłu jest rozdzielony tylko na dole
- sakko (sakkou) – noszona przez dwa tygodnie poprzedzające debiut jako geiko
- yakko shimada – noszona podczas Nowego Roku i 1 Sierpnia
- katsuyama – noszona podczas festiwalu Gion

Maiko zawsze czesze swoje naturalne włosy, nigdy nie nosi peruki.
Ponieważ wykonanie fryzury jest bardzo kosztowne, maiko chodzi do fryzjera co 5–7 dni. Aby nie zniszczyć misternego uczesania, musi spać z podłożoną pod szyję podkładką z laki, na której jest mała poduszeczka – makura. Jeśli podkładka w nocy się przewróci, fryzura zostanie zniszczona.

## Makijaż
- twarz i szyja pobielone
- usta pomalowane karmazynową szminką, lecz tak, by wyglądały na mniejsze i przypominały kształtem pączek róży (maiko w pierwszym roku pracy malują tylko dolną wargę)
- oczy obrysowane czernią i różem
- brwi zaznaczone są czernią, a od dołu karmazynem
- młodsza maiko maluje różem policzki

O większym doświadczeniu danej maiko świadczy mniejsza liczba ozdób w jej włosach, kimono z mniejszą liczbą wzorów (znajdujących się coraz niżej), obiage związane i częściowo schowane pod obi (przez pierwsze lata układane jest płasko na wierzchu obi), a także przewaga koloru białego nad czerwonym na kołnierzyku (eri).